# Glyphe non défini
Le glyphe non défini (notdef glyph en anglais) est un caractère spécial qui signifie que la police de caractères en cours d'utilisation ne dispose pas d'une représentation visuelle pour le caractère spécifique qui aurait dû être affiché. En d'autres termes, l'unicode du caractère n'a pas de représentation graphique associé.

## Utilisation
Il est utilisé pour indiquer visuellement qu'un unicode n'a pas de glyphe associé dans la police actuelle, le glyphe non défini est donc affiché à la place pour signaler cette absence. En outre, il n'existe pas de police de caractère qui possède une représentation graphique pour tous les unicodes, le glyphe non défini est donc inévitable.
Ce symbole apparait notamment lorsque l'on envoie un certain émoji d'un appareil capable qui l'a intégré a son système vers un autre appareil qui ne l'a pas encore implémenté. Par exemple, les nouveaux emojis apparaissent souvent dans un premier temps sur les appareils IOS et dans un second temps sur les appareils Android, de ce fait, quand un appareil IOS envoie un tout nouvel emoji à un utilisateur Android, celui ci recevra un représentation graphique du glyphe non défini.

## Représentations

Représentations communes de « glyphe non défini ».

Le glyphe non défini peut varier graphiquement de manière significative d'une police de caractères à une autre. Cependant, il est intéressant de noter que malgré cette diversité, il est souvent représenté de manière reconnaissable dans le but de signaler clairement l'absence d'un caractère spécifique. Quelques exemples de représentations fréquemment observées[réf. souhaitée] :
- contour d'un carré ou d'un rectangle, cette forme géométrique basique permet une identification rapide et nette du glyphe non défini ;
- contour d'un carré, d'un rectangle ou d'un losange avec un point d'interrogation au centre, cela rappel visuellement la nature interrogative de la situation où le caractère désiré est introuvable ;
- contour d'un carré ou d'un rectangle avec une croix au centre, créant ainsi un glyphe non défini distinctif avec une connotation universelle d'erreur par la croix.

## Étymologie
Le groupe de mots « notdef glyph » est composé de deux parties.
1. « notdef » : Il s'agit d'une contraction de « not defined », expression anglaise signifiant « non défini » ou « non définissable ». Dans le contexte des polices de caractères, cela fait référence au fait qu'aucune définition graphique n'est disponible pour le caractère spécifique en question.
2. « glyph » : Ce terme, emprunté au grec ancien, se réfère à une représentation graphique d'un caractère ou d'un symbole dans une police de caractères. Un glyphe est l'unité de base utilisée pour afficher du texte.